# Challenger de Poznań 2013
El Poznań Open 2013 fue un torneo de tenis profesional que se jugó en pistas de tierra batida. Se trató de la décima edición del torneo que forma parte del ATP Challenger Tour 2013 . Tuvo lugar en Posnania, Polonia entre el 15 y el 21 de julio de 2013.

## Jugadores participantes del cuadro de individuales

### Cabezas de serie
| País                        | Jugador               | Rank1 | Favorito |
| Bandera de Austria          | Andreas Haider-Maurer | 98    | 1        |
| Bandera de Francia          | Guillaume Rufin       | 99    | 2        |
| Bandera de Portugal         | João Sousa            | 102   | 3        |
| Bandera de España           | Pablo Carreño Busta   | 125   | 4        |
| Bandera de Francia          | Stéphane Robert       | 145   | 5        |
| Bandera de los Países Bajos | Jesse Huta Galung     | 159   | 6        |
| Bandera de Alemania         | Simon Greul           | 160   | 7        |
| Bandera de Alemania         | Peter Gojowczyk       | 168   | 8        |
| --------------------------- | --------------------- | ----- | -------- |

- 1 Se ha tomado en cuenta el ranking del día 8 de julio de 2013.

### Otros participantes
Los siguientes jugadores recibieron una invitación (wild card), por lo tanto ingresan directamente al cuadro principal:
- Wojciech Lutkowski
- Piotr Gadomski
- Kamil Majchrzak
- Grzegorz Panfil

Los siguientes jugadores ingresan al cuadro principal tras disputar el cuadro clasificatorio:
- Andriej Kapaś
- Filip Krajinović
- Thiago Monteiro
- Daniel Smethurst

## Campeones

### Individual Masculino
- Andreas Haider-Maurer  derrotó en la final a  Damir Džumhur por 4-6, 6-1, 7-5

### Dobles Masculino
- Gero Kretschmer /  Alexander Satschko derrotaron en la final a  Henri Kontinen /  Mateusz Kowalczyk  por 6-3, 6-3.